# Carniola Blanca
La Carniola Blanca (en esloveno: Bela Krajina; en alemán: Weißkrain) es una región tradicional de Eslovenia, situada en el sureste del país, cerca de la frontera con Croacia. Sus ciudades más importantes son Metlika, Črnomelj y Semič, y su río principal es el Kolpa, que hace de frontera entre Eslovenia y Croacia. En esta región hay algunas colinas bajas y abedules. Es una región vitivinícola destacada y sus vinos tienen una calidad muy reputada.